# Kälviä
Kälviä (in svedese Kelviå) è stato un comune finlandese di 4 478 abitanti, situato nella regione dell'Ostrobotnia Centrale. È stato soppresso nel 2009 ed è ora compreso nel comune di Kokkola.